# 마이클 서버리스
마이클 서버리스(영어: Michael Cerveris, 1960년 11월 6일 ~ )는 미국의 배우, 가수, 기타연주자이다. 뮤지컬 중심으로 활동하며, 《헤드윅》(1998-2000), 《스위니 토드》(2005-06) 등에 출연하였다. 2004년 《어쌔신》에서 존 윌크스 부스 역을 연기하여 토니상 뮤지컬 부문 남우조연상을 수상하였다. 2013년부터 뮤지컬 《펀홈》에서 주연을 맡아왔으며, 이를 통해 2015년 토니상 뮤지컬 부문 남우주연상을 받았다.

## 출연 작품

### 영화
- Rock 'n' Roll High School Forever (1991)
- 여자 남자 그리고 침대 (1992, A Woman, Her Men, and Her Futon)
- 룰루 온 더 브릿지 (1998, Lulu on the Bridge)
- 멕시칸 (2001)
- Temptation (2004)
- 섬뜩한 남자와의 짧은 인터뷰 (2009, Brief Interviews with Hideous Men)
- 틴에이지 뱀파이어 (2009)
- 메스카다 (2010, Meskada)
- 스테이크 랜드 (2010)

### 텔레비전
- 내일은 스타 (1986-87)
- 프린지 (2008-13)

### 뮤지컬
- 헤드윅 (1998-2000)
- 어쌔신 (2004, 2012, Assassins)
- 스위니 토드 (2005-06)
- 펀홈 (2013, 2015-16, 2024, Fun Home)